# Горб Тетяна Вікторівна
Тетяна Вікторівна Горб (18 січня 1965, Черкаси) — українська спортсменка, гандболістка, заслужений майстер спорту СРСР, бронзова призерка Олімпіади 1988 та Олімпіади 1992.

## Біографія
Народилась 18 січня 1965 в місті Черкаси. Займалась гандболом. Виступала за клуб Спартак (Київ). Тренери: Фролова Л. С., Турчин І. Є.
Володарка Кубка європейських чемпіонів (1983, 1985, 1986). Нагороджена медаллю «За трудову відзнаку» (1985). Заслужений майстер спорту (1988).
В складі збірної СРСР на літніх Олімпійських ігор 1988 та в складі збірної Об'єднаної команди на літніх Олімпійських іграх 1992 року стала бронзовою призеркою.
1988 року на фіналі Олімпіади зіграла всі п'ять матчів і забила десять голів.
1992 року зіграла всі п'ять матчів і забила 14 голів.
1990 року закінчила Київський державний інститут фізичної культури.